# 엔자촌
엔자촌(일본어: 円座村)은 일본 가가와현 가가와군에 설치되었던 촌이다. 현재의 다카마쓰시에 해당한다.

## 참고 문헌
- 角川日本地名大辞典編纂委員会, 『角川日本地名大辞典 43 香川県』, 1985, 角川書店